# Otto Bernhard von Budberg-Bönninghausen

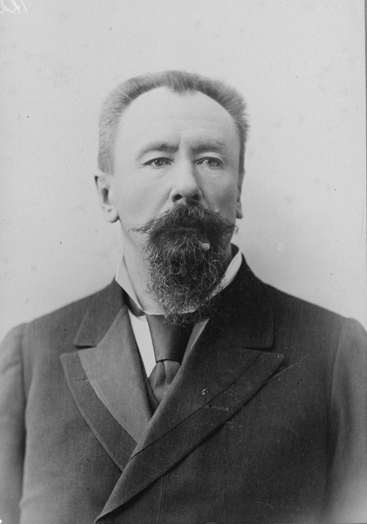
Otto von Budberg-Bönninghausen

Otto Bernhard Freiherr von Budberg-Bönninghausen (russisch Отто́н Рома́нович Бу́дберг, * 18. Februar 1850 in Reval; ermordet 17. Februar 1907 bei Fickel) war ein deutsch-baltischer Ritterschaftshauptmann der Estländischen Ritterschaft, Gutsbesitzer und Politiker.

## Leben

### Herkunft und Familie
Otto entstammte dem deutsch-baltischen Adelsgeschlecht derer von Budberg. Er war ein Sohn des Dichters Roman von Budberg-Bönninghausen (* 1816; gest. 1858) und dessen Ehefrau Alexandra Elisabeth, geb. Clodt von Jürgensburg (* 1829; gest. 1898). Seine Geschwister waren Andreas Eberhard von Budberg (* 1851; gest. 1918) und die Lyrikerin Harriet von Middendorff (* 1853; gest. 1922). Er heiratete am 17. August 1882 in Kattentack Elisabeth, geb. von Dellingshausen (* 1860; gest. 1945), Tochter des Politikers und Naturwissenschaftlers Nikolai Freiherr von Dellingshausen (* 1827; gest. 1896). Aus der Ehe entstanden sechs Kinder, nämlich Adina (* 1883; gest. 1945), Otto (* 1884; gest. unbekannt), der Dichter Roman Nikolai (* 1886; gest. 1929), Anna Harriet (* 1888; gest. ca. 1979), Henriette (* 1890; gest. 1978) und Nikolai (* 1896; gest. 1974).

### Werdegang
In seiner Kindheit besuchte Otto von 1863 bis 1869 die Revaler Domschule. Danach studierte er von 1869 bis 1875 Jura an der Kaiserlichen Universität Dorpat. Er schloss die Universität erfolgreich im Jahre 1876 mit einem Candidatus juris ab. Nachfolgend wirkte er als Landwirt und erwarb im Jahre 1881 die Güter Wannamois und Seyer. Nebenbei arbeitete er sich im Justizwesen hoch, beginnend als Manngerichtsassessor, dann als Hakenrichter, später als Kreisrichter. Auch wirkte er im Glied der Kreisschulkommission und als Kurator des Lehrerseminars in Kuda.
Ab 1881 wirkte er als Kreisdeputierter für die Wiek und ab 1886 im Glied der estländischen Kommission für Bauernangelegenheiten. Ab dem Jahre 1893 wirkte Otto als Ritterschaftshauptmann der Estländischen Ritterschaft. Am 18. März 1899 wurde er zum Kammerherrn ernannt. Von 1902 bis 1907 wirkte er als Landrat. Danach war er als Präses des adeligen Waisengerichts, als Oberkirchenvorsteher für die Wiek, als Präses des Aufsichtsrates der Estländisch-Adeligen Güter-Kredit-Vereinigung und als Ehrenfriedrichter tätig. Otto wirkte als Präsident der Estländischen Literarischen Gesellschaft und wurde zum Wirklichen Staatsrat ernannt. Während der Russischen Revolution von 1905 wurde sein Besitz schwer heimgesucht.
1906 wurde er in den russischen Staatsrat gewählt. Diese Position konnte er aber nur für ein Jahr ausüben, da er Anfang 1907 von Angehörigen der SDAPR in der Nähe seines Gutes ermordet und ausgeraubt wurde.